# Steinmetz (Familienname)
Steinmetz ist der Familienname folgender Personen:
- Achmet Steinmetz (1878–1947), deutscher Architekt
- Ádám Steinmetz (* 1980), ungarischer Wasserballspieler
- Adolf Heinrich Karl Steinmetz (1868–1919), elsässischer Politiker
- Albert Steinmetz (1909–1984), deutscher Leichtathlet
- Andreas Steinmetz (1899–1971), deutscher Buchbinder und Politiker
- Andreas Steinmetz (Leichtathlet) (* 1997), österreichischer Hochspringer
- Arnd Steinmetz (* 1966), deutscher Informatiker
- Barnabás Steinmetz (* 1975), ungarischer Wasserballspieler
- Beny Steinmetz (* 1956), israelischer Diamantenhändler
- Beppo Steinmetz (eigentlich Joseph Steinmetz; 1872–1933), deutscher Maler und Zeichner
- Carl Steinmetz (1892–nach 1957), deutscher Kaufmann
- Charles P. Steinmetz (1865–1923), deutsch-amerikanischer Elektroingenieur
- Christian Steinmetz (1882–1963), US-amerikanischer Basketballspieler
- Erasmus Steinmetz, eigentlicher Name von Erasmus Lapicida (1440/1445–1547), flämischer Komponist, Sänger und Kleriker
- Ernst Georg Steinmetz (1895–1946), deutscher Historiker und Archivar
- Fabian Pitter Steinmetz (* 1983), deutscher Toxikologe und Aktivist
- Franz-Josef Steinmetz (1931–2020), deutscher Jesuit, Autor und Journalist
- Fritz Steinmetz (1917–2008), deutscher Leichtathlet, Sportfunktionär und Sporthistoriker
- Fritz Steinmetz-Noris (1860–1923), deutscher Maler
- Gabriele Korn-Steinmetz, eigentlicher Name von Gabriele Keiser (* 1953), deutsche Schriftstellerin
- Georg Steinmetz (Historiker) (1850–1945), deutscher Pädagoge, Altphilologe und Historiker
- Georg Steinmetz (1882–1936), deutscher Architekt
- George Steinmetz (* 1957), US-amerikanischer Fotograf
- George Steinmetz (Soziologe) (* 1957), US-amerikanischer Soziologe
- Geremias Steinmetz (* 1965), brasilianischer Geistlicher, Erzbischof von Londrina
- Gustav Werner Steinmetz, eigentlicher Name von Werner Kamenik (1910–1993), deutscher Schauspieler
- Hans Steinmetz (1908–1987), deutscher Politiker (CDU)
- Hans-Dieter Steinmetz (* 1951), deutscher Autor, Publizist und Karl-May-Forscher
- Hans Joachim Steinmetz (1927–2023), deutscher Agrarwissenschaftler
- Heidrun Steinmetz (* 1962), deutsche Biologin, Ingenieurin und Hochschullehrerin
- Heinrich Steinmetz (1835–1915), deutscher Politiker (DRP) und Verwaltungsbeamter
- Henri Steinmetz, deutscher Filmregisseur und Autor
- Herbert Steinmetz (1908–1986), deutscher Schauspieler
- Hermann Steinmetz (Jurist) (1866–1920), deutscher Verwaltungsjurist im Kirchendienst
- Hermann Steinmetz (Pädagoge) (1867–1961), deutscher Lehrer und Ornithologe
- Hermann Steinmetz (Mineraloge) (1879–1964), deutscher Mineraloge
- Hermann Steinmetz (Zoologe) (1898–1954), deutscher Zoologe und Zoodirektor
- Hermann Christian Ludwig Steinmetz (1831–1903), deutscher Theologe und Kirchenfunktionär
- Horst Steinmetz (Philologe) (1934–2019), deutscher Philologe und Krimi-Autor
- Horst Steinmetz (Musikwissenschaftler) (1936–1994), deutscher Musikwissenschaftler und Heimatforscher
- Horst Steinmetz (Trainer) († 2021), deutscher Galopprenntrainer
- Hugh Steinmetz (* 1943), dänischer Trompeter und Komponist
- Inga Steinmetz (* 1983), deutsche Comiczeichnerin
- János Steinmetz (1947–2007), ungarischer Wasserballspieler
- Johann Adam Steinmetz (1689–1762), deutscher Theologe, Pietist und Pädagoge
- Johann Franz Christoph Steinmetz (1730–1791), deutscher Theologe
- Johannes Steinmetz († 1830), deutscher Bürgermeister und Politiker
- Jörg Steinmetz (* 1970), deutscher Fotograf und Gestalter
- Josef Steinmetz (* 1946), deutscher Fußballspieler
- Joseph Steinmetz (1872–1933), deutscher Maler und Zeichner, siehe Beppo Steinmetz
- Joseph E. Steinmetz (* 1955), US-amerikanischer Biopsychologe und Hochschulbeamter
- Julius Steinmetz (1808–1874), deutscher Pfarrer und Politiker
- Karl Steinmetz (Autor) (1866–1948), deutscher Lehrer, Mundartautor und Heimatforscher
- Karl Steinmetz (Ingenieur), österreichischer Ingenieur, Forschungsreisender und Albanologe
- Karl August Rudolph Steinmetz, Geburtsname von Charles P. Steinmetz (1865–1923), deutsch-amerikanischer Elektroingenieur
- Karl Friedrich von Steinmetz (1796–1877), deutscher Generalfeldmarschall
- Karl Friedrich Franciscus von Steinmetz (1768–1837), deutscher Generalleutnant und Kartograf
- Kim Steinmetz (* 1957), US-amerikanische Tennisspielerin
- Klaus Steinmetz (Rennfahrer) (1934–2009), deutscher Rennfahrer, Ingenieur und Unternehmer
- Klaus Steinmetz (* 1959), deutscher Nachrichtendienstmitarbeiter
- Klement Steinmetz (1915?–2001), österreichischer Fußballspieler
- Lazar Steinmetz (1920–2013), Übersetzer und deutschsprachiger Schriftsteller
- Malia Steinmetz (* 1999), neuseeländische Fußballspielerin
- Mario H. Steinmetz (* 1965), deutscher Schriftsteller
- Matthias Steinmetz (* 1966), deutscher Astrophysiker
- Max Steinmetz (Architekt) (1867–1911), deutscher Architekt
- Max Steinmetz (Historiker) (1912–1990), deutscher Historiker
- Monika Steinmetz (* 1960), deutsche Fußballspielerin
- Moritz Steinmetz (1529–1584), deutscher Mathematiker, Astronom, Apotheker und Hochschullehrer
- Motty Steinmetz (* 1992), israelischer Sänger
- Michael Steinmetz (* 1983), deutscher Sprachwissenschaftler
- Michael Georg Steinmetz, eigentlicher Name von Misha Schoeneberg (* 1959), deutscher Autor, Songschreiber und Sprachlehrer
- Norbert Steinmetz (* 1949), deutscher Mathematiker
- Paul Steinmetz (1904–1992), deutscher Erwachsenenpädagoge
- Peter Steinmetz (1925–2001), deutscher Altphilologe
- Philippe Steinmetz (1900–1987), deutscher Maler
- Ralf Steinmetz (* 1956), deutscher Informatiker und Elektrotechniker
- Ralf-Henning Steinmetz (* 1966), deutscher Germanist
- Richard Steinmetz(1930–2016), deutscher Bergbauingenieur und Hochschullehrer
- Rüdiger Steinmetz (* 1952), deutscher Medienwissenschaftler und Publizist
- Rudolf Steinmetz (Theologe, 1801) (1801–1854), deutscher lutherischer Theologe und Generalsuperintendent
- Rudolf Steinmetz (Theologe, 1832) (1832–1921), deutscher lutherischer Pfarrer
- Rudolf Steinmetz (Theologe, 1863) (1863–1940), deutscher Generalsuperintendent und Heimatforscher
- Sebald Rudolf Steinmetz (1862–1940), niederländischer Ethnologe und Soziologe
- Selma Steinmetz (1907–1979), österreichische Widerstandskämpferin
- Stefan Steinmetz (1858–1930), deutscher Ingenieur
- Thérèse Steinmetz (* 1933), niederländische Schlagersängerin
- Uwe Steinmetz (Kampfsportler) (* 1975), deutscher Ju-Jutsuka
- Uwe Steinmetz (Musiker) (* 1975), deutscher Musiker und Komponist
- Valentin Steinmetz (ca. 1547–1597), deutscher Pfarrer, Astronom und Kalenderherausgeber
- Walter Steinmetz (1938–2000), deutscher Kunstsammler
- Werner Steinmetz (Turner) (* 1950), deutscher Turner
- Werner Steinmetz (Komponist) (* 1959), österreichischer Komponist, Trompeter und Dirigent
- William Steinmetz (1899–1988), US-amerikanischer Eisschnellläufer
- Willibald Steinmetz (* 1957), deutscher Historiker und Hochschullehrer
- Willy Steinmetz (1900–1969), deutscher Ingenieur, Unternehmer und Politiker (DP, CDU), MdB
- Wolf-Dieter Steinmetz (* 1953), deutscher prähistorischer Archäologe